# 심상
심상(心象, imagery, mental image)은 상상력에 의하여 마음에 떠오르는 영상이나 정경, 어느 것들에 대해 품는 전반적인 느낌 또는 마음속에 그리는 것이다. 또한 어떤 객체, 사건 또는 정경 등을 인식하는 경험과 매우 비슷하지만, 대상이 되는 그 객체, 사건, 또는 정경이 감각에서 현전하지 않는 경험을 말한다. 이런 경험의 본질과 무엇이 이런 경험을 가능하게 하고 있는지, 또한 이 경험에 기능이 존재하는 경우, 그들은 무엇인지는 수년에 걸쳐, 철학, 심리학, 인지 과학, 더욱 최근에는 신경 과학의 연구와 토론의 주제였다.

## 심상이란
현대의 연구자들이 이 같은 경험에 대해 심상은 지각의 어떤 방식에서도 일어날 수 있다고 말하고 있기에, 사람은 청각 이미지, 후각 이미지 등의 여러 심상을 경험할 수 있다. 하지만 이 문제에 대한 철학적 및 과학적 연구의 거의 대부분은 "시각" 이미지를 중심 주제로 하고 있다. 인류 뿐만 아니라 다양한 종류의 동물들이 또한 심상을 경험하는 능력을 가진 것으로 널리 추정되고 있다. 그러나 이 현상의 근본적으로 주관적인 성질 때문에, 이 추정을 지지하는 증거도 반박할 증거도 찾아 볼 수 없다.
버클리, 흄과 같은 철학자나, 분트 및 제임스와 같은 초기의 경험주의 심리학자들은 일반적으로 관념이 심상이라고 생각하고 있었다. 오늘에 있어서는, 심상은 심적 표상으로서 작동해, 기억과 사고에서 중요한 역할을 한다고 널리 퍼져 있다.
실제로 어느 연구자는, 심상이란 "정의로 보아" 내적으로, 심적 또는 신경적 표상의 형식으로 이해하는 것이 가장 타당하다는 제안까지 이르고 있다. 하지만 다른 연구자는, 심상의 지각 경험이란, 마음 또는 대뇌에서의 이런 표상과 어떤 의미로도 다르며, 이런 표상에서 직접 이끌리는 것도 아니라 주장하고 있다.

## 대뇌 구성
우리는 독서를 할 때 뭔가의 사건에 대해 심상이 파악된 듯이 느끼는 것은 왜인지 궁금할 때가 있다. 또한 백일몽을 꾸고 있던 경우에도 의문이 생긴다. 이런 경험에서 얻을 수 있는 심상은 마치 머릿속에 그림이 있는 것으로 보인다. 예를 들어, 음악가가 노래를 듣는 경우, 때로는 머리 속에서 노래의 "음표"가 보일 수 있다. 이는 잔상과는 다르다. 예를 들어, 어떤 사건으로부터 유도된 잔상은 의식적인 제어 권한은 없다고 생각된다. 그러나 상상에서, 또는 마음 속에서 심상을 상기할 경우 심상은 의지의 자유가 되는 것으로 생각된다. 그러므로, 심상은 여러 의식적 지배의 정도를 가진 것이 특징이다.
어느 생물학자들에 따르면, 우리는 환경 세계에 대한 경험을 심상으로 축적하고 있으며, 심상은 다른 심상과 연합되거나 비교되고 이렇게 완전히 새로운 심상이 합성된 것이라고 한다. 예를 들어, 꿈을 꾸고, 상상력을 쓸 때 이런 일이 일어난다. 이 이론은 이런 과정을 통해 우리는 세계가 어떻게 작동하는지에 대한 유용한 이론을 심상의 적절한 연속에 따라 구성하는 것이 가능하게 되고, 이 기구는 추론·연역 또는 모의 과정을 통해 얻은 결과 등을 직접 경험하지 않아도 성립된다고 주장한다. 인간 이외의 생물이 이런 능력을 가지고 있는지 여부는 논의되고 있다.

## 철학의 해석
심상은 지식의 연구에 있어서 필수의 문제이기에 예나 지금이나 철학에서 중요한 주제이다. "국가" 제7권에서 플라톤은 동굴의 우화를 쓰고 있다. 죄수가 묶여 꼼짝할 수 없는 상태에서 광원인 불을 등지고 앉아 그의 앞에 있는 벽을 보고 있다. 그들은 사람들이 그의 뒤에 싣고 오는 다양한 물체가 투영된 그림자를 볼 것이다. 사람들이 싣고 오는 물체는 세계 속에 존재하는 참된 사물의 것이다. 죄수는 경험을 통해 얻은 감각 자료를 바탕으로 심상을 만드는 인간을 닮았다고 소크라테스는 설명한다.
더 나중에는 조지 버클리가 그 관념론의 이론에서 비슷한 생각을 주장하고 있다. 버클리는, 실재는 심상과 동일하다 - 우리가 품는 심상은 다른 물질적 존재의 복사가 아니라 실재 그 자체라고 말했다. 하지만 버클리는 그가 외부 세계를 구성한다고 보는 심상과, 개인의 상상력이 만들어내는 심상을 명확하게 구분했다. 버클리에 따르면 후자만이 오늘의 용어법의 의미에서의 "심상"으로 간주된다.
18세기 영국의 문필가인 새뮤얼 존슨은 관념론을 비판하고 있다. 스코틀랜드에서 야외를 산책하고 있던 때, 관념론의 장단점에 대해 질문을 받은 그는 단언해서 다음과 같이 대답했다. "어쨌든, 그런 것은 부정한다" 존슨은 옆의 큰 바위를 다리로 걷어차, 다리가 튀는 걸 보이며 말했다. 그의 주장의 요점은 바위가 심상이며, 그 자신의 물질적 실재가 없다는 개념, 생각, 발상은 그가 바로 바위를 걷어차서 경험한 고통의 감각 자료의 설명으로 타당하지 않다는 것이다.

## 같이 보기
- 무상상 (사람이 심상을 전혀 생각할 수 없는 상태)
- 동물 인지
- 오디에이션 (상상의 소리)
- 인식
- 창조성 시각화
- 공상
- 환상 경향 성격
- 안내 형상화
- 상상력
- 내부 독백
- 정신 행사
- 정신 회전
- 마음
- 운동 심상
- 공간 능력
- 툴파
- 시각적 공간

## 참고 도서
- Amorim, Michel-Ange, Brice Isableu and Mohammed Jarraya (2006) Embodied Spatial Transformations: “Body Analogy” for the Mental Rotation. Journal of Experimental Psychology: General.
- Barsalou, L.W. (1999). “Perceptual Symbol Systems”. 《Behavioral and Brain Sciences》 22 (4): 577–660. CiteSeerX 10.1.1.601.93. doi:10.1017/s0140525x99002149. PMID 11301525.
- Bartolomeo, P (2002). “The Relationship Between Visual perception and Visual Mental Imagery: A Reappraisal of the Neuropsychological Evidence”. 《Cortex》 38 (3): 357–378. doi:10.1016/s0010-9452(08)70665-8. PMID 12146661.
- Bennett, M.R. & Hacker, P.M.S. (2003). Philosophical Foundations of Neuroscience. Oxford: Blackwell.
- Bensafi, M.; Porter, J.; Pouliot, S.; Mainland, J.; Johnson, B.; Zelano, C.; Young, N.; Bremner, E.; Aframian, D.; Kahn, R.; Sobel, N. (2003). “Olfactomotor Activity During Imagery Mimics that During Perception”. 《Nature Neuroscience》 6 (11): 1142–1144. doi:10.1038/nn1145. PMID 14566343.
- Block, N (1983). “Mental Pictures and Cognitive Science”. 《Philosophical Review》 92 (4): 499–539. doi:10.2307/2184879. JSTOR 2184879.
- Brant, W.  (2013). Mental Imagery and Creativity: Cognition, Observation and Realization.  Akademikerverlag.  pp. 227.  Saarbrücken, Germany.  ISBN 978-3-639-46288-3
- Cui, X.; Jeter, C.B.; Yang, D.; Montague, P.R.; Eagleman, D.M. (2007). “Vividness of mental imagery: Individual variability can be measured objectively”. 《Vision Research》 47 (4): 474–478. doi:10.1016/j.visres.2006.11.013. PMC 1839967. PMID 17239915.
- Deutsch, David (1998). 《The Fabric of Reality》. ISBN 978-0-14-014690-5.
- Egan, Kieran (1992). Imagination in Teaching and Learning. Chicago: University of Chicago Press.
- Fichter, C.; Jonas, K. (2008). “Image Effects of Newspapers. How Brand Images Change Consumers' Product Ratings”. 《Zeitschrift für Psychologie》 216 (4): 226–234. doi:10.1027/0044-3409.216.4.226. 2013년 1월 3일에 원본 문서에서 보존된 문서.
- Finke, R.A. (1989). Principles of Mental Imagery. Cambridge, MA: MIT Press.
- Garnder, Howard.  (1987)  The Mind's New Science: A History of the Cognitive Revolution New York: Basic Books.
- Gur, R.C.; Hilgard, E.R. (1975). “Visual imagery and discrimination of differences between altered pictures simultaneously and successively presented”. 《British Journal of Psychology》 66 (3): 341–345. doi:10.1111/j.2044-8295.1975.tb01470.x. PMID 1182401.
- Kosslyn, Stephen M. (1983). Ghosts in the Mind's Machine: Creating and Using Images in the Brain. New York: Norton.
- Kosslyn, Stephen (1994) Image and Brain: The Resolution of the Imagery Debate. Cambridge, MA: MIT Press.
- Kosslyn, Stephen M.; Thompson, William L.; Kim, Irene J.; Alpert, Nathaniel M. (1995). “Topographic representations of mental images in primary visual cortex”. 《Nature》 378 (6556): 496–498. Bibcode:1995Natur.378..496K. doi:10.1038/378496a0. PMID 7477406.
- Kosslyn, Stephen M.; Thompson, William L.; Wraga, Mary J.; Alpert, Nathaniel M. (2001). “Imagining rotation by endogenous versus exogenous forces: Distinct neural mechanisms”. 《NeuroReport》 12 (11): 2519–2525. doi:10.1097/00001756-200108080-00046. PMID 11496141.
- Logie, R.H.; Pernet, C.R.; Buonocore, A.; Della Sala, S. (2011). “Low and high imagers activate networks differentially in mental rotation”. 《Neuropsychologia》 49 (11): 3071–3077. doi:10.1016/j.neuropsychologia.2011.07.011. PMID 21802436.
- Marks, D.F. (1973). “Visual imagery differences in the recall of pictures”. 《British Journal of Psychology》 64 (1): 17–24. doi:10.1111/j.2044-8295.1973.tb01322.x. PMID 4742442.
- Marks, D.F. (1995). “New directions for mental imagery research”. 《Journal of Mental Imagery》 19: 153–167.
- McGabhann. R, Squires. B, 2003, 'Releasing The Beast Within – A path to Mental Toughness', Granite Publishing, Australia.
- McKellar, Peter (1957). Imagination and Thinking. London: Cohen & West.
- Norman, Donald. 《The Design of Everyday Things》. ISBN 978-0-465-06710-7.
- Paivio, Allan (1986). Mental Representations: A Dual Coding Approach. New York: Oxford University Press.
- Parsons, Lawrence M (1987). “Imagined spatial transformations of one's hands and feet”. 《Cognitive Psychology》 19 (2): 178–241. doi:10.1016/0010-0285(87)90011-9. PMID 3581757.
- Parsons, Lawrence M (2003). “Superior parietal cortices and varieties of mental rotation”. 《Trends in Cognitive Sciences》 7 (12): 515–551. doi:10.1016/j.tics.2003.10.002. PMID 14643362.
- Pascual-Leone, Alvaro, Nguyet Dang, Leonardo G. Cohen, Joaquim P. Brasil-Neto, Angel Cammarota, and Mark Hallett (1995). Modulation of Muscle Responses Evoked by Transcranial Magnetic Stimulation During the Acquisition of New Fine Motor Skills. Journal of Neuroscience
- Plato (2000). 《The Republic (New CUP translation into English)》. ISBN 978-0-521-48443-5.
- Plato (2003). 《Respublica (New CUP edition of Greek text)》. ISBN 978-0-19-924849-0.
- Prinz, J.J. (2002). Furnishing the Mind: Concepts and their Perceptual Basis. Boston, MA: MIT Press.
- Pylyshyn, Zenon W (1973). “What the mind's eye tells the mind's brain: a critique of mental imagery”. 《Psychological Bulletin》 80: 1–24. doi:10.1037/h0034650.
- Reisberg, Daniel (Ed.) (1992). Auditory Imagery. Hillsdale, NJ: Erlbaum.
- Richardson, A. (1969). Mental Imagery. London: Routledge & Kegan Paul.
- Rodway, P.; Gillies, K.; Schepman, A. (2006). “Vivid imagers are better at detecting salient changes”. 《Journal of Individual Differences》 27 (4): 218–228. doi:10.1027/1614-0001.27.4.218.
- Rohrer, T. (2006).  The Body in Space: Dimensions of embodiment The Body in Space: Embodiment, Experientialism and Linguistic Conceptualization. In Body, Language and Mind, vol. 2. Zlatev, Jordan; Ziemke, Tom; Frank, Roz; Dirven, René (eds.). Berlin: Mouton de Gruyter.
- Ryle, G. (1949). The Concept of Mind. London: Hutchinson.
- Sartre, J.-P. (1940). The Psychology of Imagination. (Translated from the French by B. Frechtman, New York: Philosophical Library, 1948.)
- Schwoebel, John; Friedman, Robert; Duda, Nanci; Coslett, H. Branch (2001). “Pain and the body schema evidence for peripheral effects on mental representations of movement”. 《Brain》 124 (10): 2098–2104. doi:10.1093/brain/124.10.2098. PMID 11571225.
- Skinner, B.F. (1974). About Behaviorism. New York: Knopf.
- Shepard, Roger N.; Metzler, Jacqueline (1971). “Mental rotation of three-dimensional objects”. 《Science》 171 (3972): 701–703. Bibcode:1971Sci...171..701S. CiteSeerX 10.1.1.610.4345. doi:10.1126/science.171.3972.701. PMID 5540314.
- Thomas, Nigel J.T. (1999). “Are Theories of Imagery Theories of Imagination? An Active Perception Approach to Conscious Mental Content”. 《Cognitive Science》 23 (2): 207–245. doi:10.1207/s15516709cog2302_3. 2008년 2월 21일에 원본 문서에서 보존된 문서.
- Thomas, N.J.T. (2003). Mental Imagery, Philosophical Issues About. In L. Nadel (Ed.), Encyclopedia of Cognitive Science (Volume 2, pp. 1147–1153). London: Nature Publishing/Macmillan.
- Traill, R.R. (2015).  Concurrent Roles for the Eye Concurrent Roles for the Eye (Passive 'Camera' plus Active Decoder) – Hence Separate Mechanisms?, Melbourne: Ondwelle Publications.